# AACTA Award de la meilleure actrice

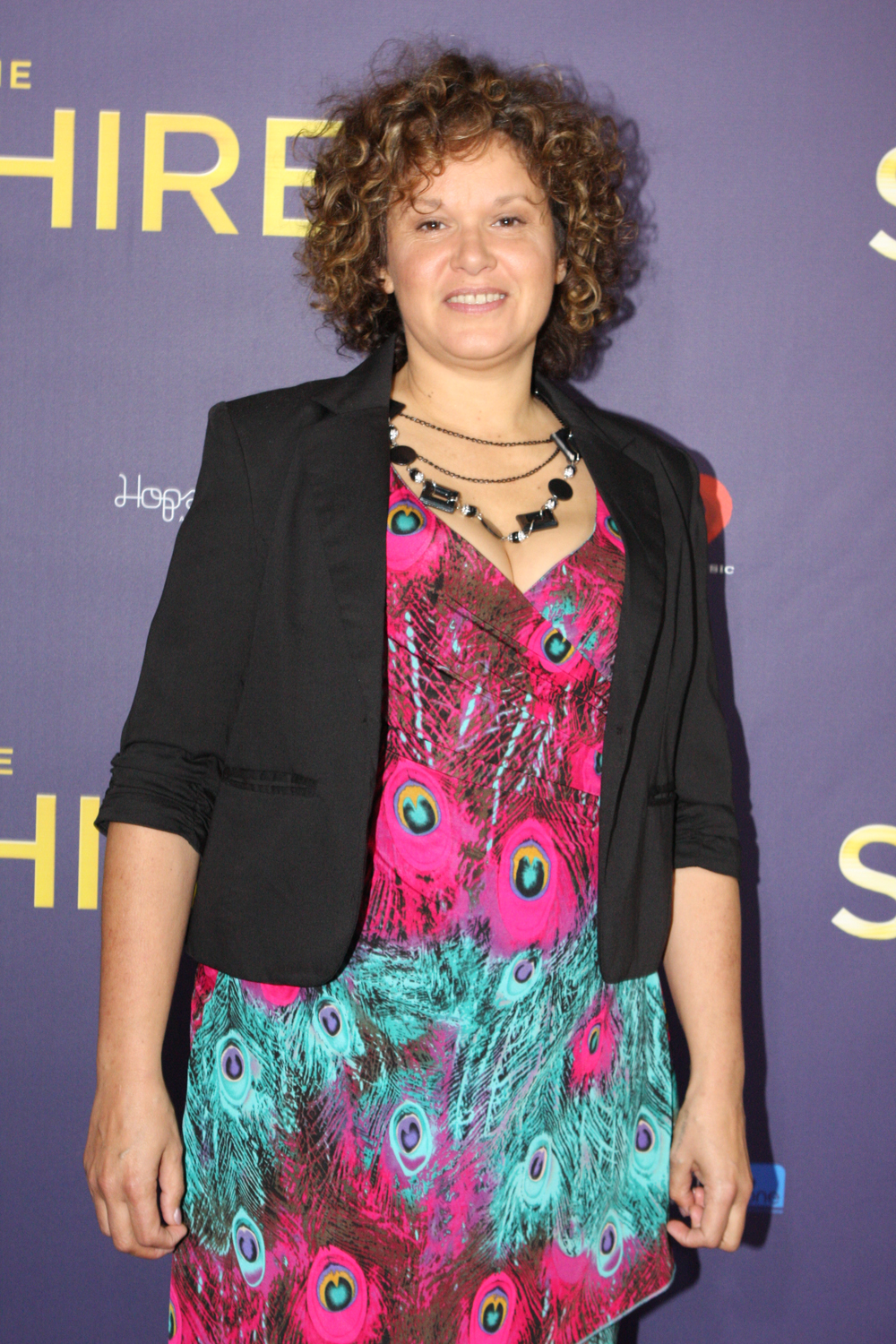
Lauréate 2022 : Leah Purcell

L’AACTA Award de la meilleure actrice (AACTA Award for Best Actress in a Leading Role) est une récompense cinématographique australienne décernée chaque année depuis 1971 par l'Australian Academy of Cinema and Television Arts, laquelle décerne également tous les autres AACTA Awards.
À l'origine appelé AFI Award de la meilleure actrice, l'intitulé actuel date de 2012, lorsque l'Australian Film Institute a été remplacé par l'Australian Academy of Cinema and Television Arts.

## Palmarès

### AFI Awards(de 1971 à 2010)

#### Années 2000
- 2000 : Pia Miranda (en) pour le rôle de Josephine Alibrandi dans Looking for Alibrandi
  - Julia Blake pour le rôle de Claire dans Innocence
  - Rachel Griffiths pour le rôle de Pamela Drury dans Me Myself I
  - Susie Porter pour le rôle de Cin dans Better Than Sex
- 2001 : Kerry Armstrong pour le rôle de Sonja Zat dans Lantana
  - Alice Ansara pour le rôle de Lucia dans La spagnola
  - Nicole Kidman pour le rôle de Satine dans Moulin Rouge (Moulin Rouge!)
  - Lola Marceli pour le rôle de Lola dans La spagnola
- 2002 : Maria Theodorakis pour le rôle d'Anna dans Walking On Water
  - Judy Davis pour le rôle de Dora Fingleton dans Swimming Upstream
  - Rachel Griffiths pour le rôle de Carol dans The Hard Word
  - Dannielle Hall pour le rôle de Lena dans Beneath Clouds
- 2003 : Toni Collette pour le rôle de Sandy Edwards dans Japanese Story
  - Helen Buday pour le rôle d'Alexandra dans Alexandra's Project
  - Rose Byrne pour le rôle de Gemma Taylor dans The Rage in Placid Lake
  - Susie Porter pour le rôle de Letitia / Teesh dans Teesh and Trude
- 2004 : Abbie Cornish pour le rôle de Heidi dans Somersault
  - Chloe Maxwell pour le rôle de Jo dans Under the Radar
  - Olivia Pigeot pour le rôle de Tia dans A Cold Summer
  - Leeanna Walsman pour le rôle d'Alysse dans One Perfect Day
- 2005 : Cate Blanchett pour le rôle de Tracy Louise Heart dans Little Fish
  - Saskia Burmeister pour le rôle d'Erica Yurken dans Hating Alison Ashley
  - Justine Clarke pour le rôle de Meryl Lee dans Look Both Ways
  - Frances O'Connor pour le rôle de Tanya dans Three Dollars
- 2006 : Emily Barclay pour le rôle de Katrina dans Suburban Mayhem
  - Abbie Cornish pour le rôle de Candy dans Candy
  - Laura Linney pour le rôle de Claire dans Jindabyne, Australie (Jindabyne)
  - Teresa Palmer pour le rôle de Melody dans 2h37 (2:37)
- 2007 : Joan Chen pour le rôle de Rose dans The Home Song Stories
  - Kerry Armstrong pour le rôle de Justine Morgan dans Razzle Dazzle
  - Brenda Blethyn pour le rôle de Jean Dwight dans Clubland
  - Franka Potente pour le rôle de Christine dans Romulus, My Father
- 2008 : Monic Hendrickx pour le rôle de Tahmeena dans Unfinished Sky
  - Noni Hazlehurst pour le rôle de Penelope Lombard dans Bitter and Twisted
  - Emma Lung pour le rôle de Crystal dans The Jammed
  - Veronica Sywak pour le rôle d'Ashley dans The Jammed
- 2009 : Frances O'Connor pour le rôle de Rhonda dans Blessed
  - Sophie Lowe pour le rôle de Kate dans Beautiful Kate
  - Sacha Horler pour le rôle de Natalie dans My Year without Sex
  - Marissa Gibson pour le rôle de Delilah dans Samson et Delilah (Samson and Delilah)

#### Années 2010
- 2010 : Jacki Weaver pour le rôle de Janine "Smurf" Cody dans Animal Kingdom
  - Abbie Cornish pour le rôle de Fanny Brawne dans Bright Star
  - Morgana Davies pour le rôle de Simone dans L'Arbre (The Tree)
  - Charlotte Gainsbourg pour le rôle de Dawn dans L'Arbre (The Tree)

### AACTA Awards(depuis 2012)

#### Années 2010
- 2012 : Judy Davis pour le rôle de Dorothy de Lascabanes dans The Eye of the Storm
  - Frances O'Connor pour le rôle de Lucy Armstrong dans The Hunter
  - Charlotte Rampling pour le rôle d'Elizabeth Hunter dans The Eye of the Storm
  - Emily Watson pour le rôle de Margaret Humphreys (en) dans Oranges and Sunshine
- 2013 : Deborah Mailman pour le rôle de Gail McCrae dans Les Saphirs (The Sapphires)
  - Toni Collette pour le rôle de Shaz dans Mental
  - Felicity Price pour le rôle d'Alice Flannery dans Wish You Were Here
  - Sarah Snook pour le rôle de Stevie dans Ne convient pas pour les enfants
- 2014 : Rose Byrne pour le rôle de Rae dans The Turning
  - Carey Mulligan pour le rôle de Daisy Buchanan dans Gatsby le Magnifique (The Great Gatsby)
  - Tasma Walton pour le rôle de Mary Swan dans Mystery Road
  - Naomi Watts pour le rôle de Lil dans Perfect Mothers (Adoration)

## Statistiques

### Nominations multiples
3 : Abbie Cornish, Frances O'Connor
2 : Kerry Armstrong, Rose Byrne, Toni Collette, Judy Davis, Rachel Griffiths

### Récompenses multiples
Aucune